# Marcos e Belutti
Marcos e Belutti (stylisé Marcos & Belutti) est un groupe mexicain de rock, originaire de São Paulo, dans l'État de São Paulo.

## Histoire
En 2011, ils sortent leur troisième album et le deuxième DVD de leur carrière, Sem me Controlar ao Vivo, enregistré à l'Estância Alto da Serra et avec des invités spéciaux, Bruno e Marrone, João Bosco e Vinícius et Michel Teló. le morceau Dupla Solidão, composé par Marcos, est l'un des plus grands succès de l'album.
En 2012, le duo sort le quatrième album de sa carrière, Cores, également disponible en version numérique sous forme de juke-box. L'album est nommé aux Latin Grammy Awards, et contient le morceau I Love You.
En 2014, le cinquième album et troisième DVD de leur carrière sort, Marcos e Belutti - Acústico, produit par Fernando Zor, du duo Fernando e Sorocaba. Dans un projet intime, enregistré dans la maison du chanteur Sorocaba, à São Paulo, où les chanteurs laissent de côté les méga-productions et optent pour un travail acoustique, et font participer le chanteur Marciano et le duo Fernando e Sorocaba. Avec un timbre distinctif, le romantisme se démarque et nourrit l'identité musicale du duo, qui a conquis les critiques et déplacé les foules. Les succès de l'album sont les chansons « Irracional », « Mentirosa » et le titre phare Domingo de Manhã, qui est la chanson la plus jouée sur les stations de radio au Brésil cette année-là, selon un rapport de la société de surveillance Crowley.
En 2015, le duo sort son quatrième DVD et deuxième album acoustique de sa carrière, Acústico Tão Feliz, qui fait allusion à la bonne phase du duo, le plus joué à la radio en 2014. L'album rassemble des chansons inédites et des apparitions spéciales de Fernando Zor, Roupa Nova et Wesley Safadão. En 2017, ils sortent l'album Acredite sur Sony Music Latin. Croire, selon le dictionnaire, c'est : Croire, admettre comme vrai, accepter comme réel, être convaincu de l'existence de quelque chose. C'est donc en croyant qu'un jour ils y parviendraient, qu'ils surmonteraient tous les obstacles et les revers, que Marcos et Belutti sortent leur 7e CD sous ce titre.
En 2018, le duo fête son 10e anniversaire, et pour commémorer cette étape importante de leur carrière, ils enregistrent le cinquième DVD de leur carrière, Marcos e Belutti 10 Anos ao Vivo, avec des apparitions spéciales de Ferrugem, Matheus e Kauan et Xand Avião. Le répertoire comprenait 18 chansons inédites, dont 9 avaient été mises à disposition sur les plateformes numériques sous la forme d'un EP intitulé Esquenta, sorti la même année. Dans le public, qui remplit la salle, le duo réunit sa famille, ses amis et de nombreux fans qui peuvent suivre de près cette nuit.
Avec la direction générale d'Ivan Moura, la direction artistique de Leonardo Oliveira et la photographie de José Augusto de Blassis, tous de Show Design, le DVD est la deuxième sortie du duo sur Sony Music.
En 2019, le duo sort l'album Presente, qui est joué dans un format de concert de poche pour 30 personnes qui représentent les plus grands clubs de fans du duo et qui assistent au concert de près. L'album contient 11 réenregistrements du répertoire du duo (qui reçoivent un nouvel arrangement) et une chanson inédite (le single Não Planeje Nada) - tous produits par Ray Ferrari.

## Discographie
- 2008 : Ao Vivo
- 2010 : Nosso Lugar
- 2011 : Sem Me Controlar ao Vivo
- 2012 : Cores
- 2014 : Acústico
- 2015 : Acústico Tão Feliz
- 2017 : Acredite
- 2018 : 10 Anos ao Vivo
- 2019 : Presente
- 2020 : Cumpra-Se
- 2022 : Em Qualquer Lugar